# Ligidium zaitzevi
Ligidium zaitzevi är en kräftdjursart som beskrevs av Borutzkii 1950. Ligidium zaitzevi ingår i släktet Ligidium och familjen gisselgråsuggor. Inga underarter finns listade i Catalogue of Life.